# Praia de Barra Nova (Cascavel)
Barra Nova é uma praia brasileira localizada no distrito de Jacarecoara em Cascavel, Ceará.